# Suchowola (kolonia w powiecie radzyńskim)
Suchowola – kolonia w Polsce, położona w województwie lubelskim, w powiecie radzyńskim, w gminie Wohyń.
W latach 1809–1954 miejscowość wchodziła w skład gminy Suchowola.
W latach 1975–1998 miejscowość należała administracyjnie do województwa bialskopodlaskiego.
Wierni Kościoła rzymskokatolickiego należą do parafii Najświętszego Serca Jezusowego w Suchowoli.

## Miejscowości o nazwie Suchowola w gminie Wohyń
W gminie Wohyń istnieją cztery miejscowości podstawowe o nazwie Suchowola, w tym miasto, kolonię i 2 osady leśne. Niniejszy artykuł dotyczy kolonii Suchowola, która posiada identyfikator SIMC 0022496. Miasto Suchowola posiada identyfikator SIMC 0022467. Pierwsza osada leśna Suchowola posiada identyfikator SIMC 1024959. Druga osada leśna Suchowola posiada identyfikator SIMC 1024965.